# Power Rangers: Operation Overdrive
Power Rangers: Operation Overdrive (afgekort tot PROO en Operation Overdrive) is de naam van het vijftiende seizoen van de Power Rangers-serie, en vormt daarmee een jubileumserie. De serie is gebaseerd op de Super Sentai serie GoGo Sentai Boukenger, die zelf de 30e incarnatie van de Super Sentai-serie is.
De serie werd in Amerika van 26 februari 2007 t/m 12 november 2007 uitgezonden op Toon Disney's Jetix block en ABC Kids. In andere landen is de serie te zien op Jetix. In Nederland werd de serie in 2008 uitgezonden op Jetix in nagesynchroniseerde vorm. Daarmee was dit de eerste serie sinds Power Rangers: Ninja Storm die in Nederland te zien was, en ook de eerste Power Rangers-serie die voor de Nederlandse tv werd nagesynchroniseerd. De Nederlandstalige titel luidt Power Rangers: Operatie Overdrive en wordt vergezeld door een Nederlandstalige leader waarvan de artiest niet in de aftiteling vermeld staat.

## Verhaal
Een steenrijke avonturier genaamd Andrew ontdekt tijdens een archeologische missie in Afrika de beroemde Corona Aurora, een kroon die duizenden jaren geleden op aarde werd gebracht door de Sentinal Knight en de drager de ultieme kracht zal geven. Er ontbreken echter vijf juwelen, die eveneens ergens op aarde zijn. Dan verschijnt uit het niets de geest van de Sentinal Knight, die Andrew vertelt dat hij de vermiste juwelen moet vinden en veilig moet stellen, voordat ze in verkeerde handen vallen en de macht van de kroon voor het kwaad wordt gebruikt.
Andrew gebruikt zijn intelligentie en fortuin om een eliteteam samen te stellen om met geavanceerde wapens en machines de juwelen op te sporen. Zij komen bekend te staan als de Operation Overdrive Power Rangers. Het is hun taak om de juwelen op te sporen en veilig te stellen.
Ze worden tegengewerkt door verschillende groepen die elk de juwelen voor hun eigen doel willen. Aanvankelijk zijn er Flurious en zijn broer Moltor, die duizenden jaren terug al de kroon probeerden te stelen, maar toen door de kroon in monsters werden veranderd en werden opgesloten. Nu de kroon is gevonden, weten ze te ontsnappen. En er zijn meer kapers op de kust. Zo duiken al snel de ninjameester Kamdor en zijn helper Miratrix op. Tevens komen de rangers oog in oog te staan met de Fearcats, buitenaardse monsters die door Flurious in cyborgs zijn veranderd.
De Rangers krijgen later hulp van de alien Tyzonne, en van de Sentinal Knight zelf. Tezamen verslaan ze de Fearcats, Kamdor en Miratrix, en Moltor. Het laatste duel is met Flurious.
De serie is uniek in het opzicht dat het verhaal zich niet focust op een bepaalde stad of locatie. In plaats daarvan reizen de Rangers in deze serie de hele wereld over.

## Personages

### Rangers
"Mack"de Rode Ranger; Andrews Androïde zoon. Hij is geïnteresseerd in sport, modelbouwen en het verzamelen van anime. Hij is een heethoofd, en werd een Power Ranger om zijn dromen van avontuur uit te leven. Hij is de enige ranger die niet werd uitgekozen voor het team, maar er per ongeluk bij betrokken raakte. Zijn genetische kracht is super spierkracht. Hij wordt gespeeld door James MacLurcan.
Daxde Blauwe Ranger; hij is een filmfanaat en een ondergewaardeerde stuntman. Hij houdt tevens van practical jokes. Zijn genetische kracht is elastic bouncing. Hij vergelijkt vrijwel elke situatie waar hij in belandt met een film waar hij ooit in heeft gespeeld. Hij wordt gespeeld door Gareth Yuen.
Willde Zwarte Ranger; hij is een vrouwenversierder die houdt van de kleine dingen in het leven. Hij is tevens een spion/huurling met een tas vol hightech gadgets. Zijn genetische kracht is bovenmenselijk gehoor en zicht. Hij wordt gespeeld door Samuel Benta.
"Ronny"de Gele Ranger; zij is een top raceauto coureur, die zich goed staande weet te houden in de door mannen geregeerde racewereld. Haar genetische kracht is supersnelheid. Ze wordt gespeeld door Caitlin Murphy.
"Rose"de Roze Ranger; zij is een gecertificeerd genie van de Mensa, die houdt van poëzie. Ze heeft encyclopedische kennis over vrijwel elk onderwerp. Haar genetische kracht is onzichtbaarheid. Ze wordt gespeeld door Rhoda Montemayor.
Tyzonn”De "Mercury Ranger". Hij is een alien die zijn lichaam in kwik kan veranderen. Hij was voorheen lid van een intergalactisch Search And Rescue team. Hij wordt gespeeld door Dwayne Cameron

### Hulp
Andreween steenrijke avonturier die de Corona Aurora kroon vond. Hij kreeg van de geest van een tempelier de opdracht om de vermiste juwelen van de kroon te vinden, en stelde hiervoor het Operation Overdrive team samen. Hij is tevens Mack’s vader/schepper. Hij is ook de leider van het team en hij is de eerste leider die geen ranger is. Hij wordt gespeeld door Rod Lousich.
SpencerAndrew’s butler en assistent van het team. Van tijd tot tijd is hij zelf ook op missies geweest, waarbij hij zijn talent voor vermommingen gebruikte. Hij heeft een droog gevoel voor humor en is niet bang Andrew te wijzen op diens fouten. Hij wordt gespeeld door David Weatherley.
Templar KnightOok wel bekend als de "Sentinal Knight". Hij is de bewaker van de Corona Aurora. Hij was het die duizenden jaren terug, na een mislukte poging van Flurious en Moltor om de kroon te stelen, de kroon en diens juwelen naar de Aarde bracht in de hoop dat de kroon daar veilig was. Hij verschijnt als geest aan Andrew, en later de rangers, om hen te overtuigen de kroon te beschermen. In de aflevering Once a Ranger krijgt hij dankzij het gouden zwaard Excelsior zijn oude kracht terug, en kan daardoor met de Rangers meevechten. Later in de serie krijgt hij ook de mogelijkheid om met de Rode Ranger te combineren tot de Red Sentinal Ranger. Zijn stem wordt gedaan door Nic Sampson.
Vellade geliefde van Tyzonn, die net als hij lid was van een intergalactisch reddingsteam. Ze was gevangen door Moltor, en daarom lange tijd afwezig. Pas aan het eind van de serie kwam ze in beeld. Ze wordt gespeeld door Beth Allen.

### Vijanden
In Power Rangers: Operation Overdrive zijn er in totaal vier groepen schurken, die niet alleen met de rangers maar ook onderling vechten voor de juwelen.
MoltorEen reptiel/mens hybride. Hij en zijn broer Flurious vechten al sinds het begin der tijden om de Corona Aurora. Vroeger was Moltor een mens (of in elk geval iemand van een mensachtig ras) op een andere planeet. De kroon veranderde hem in een monster en transporteerde hem naar een vuurplaneet. Hij wordt bevrijd wanneer de Corona Aurora wordt gevonden, en komt naar de Aarde om de kroon te halen.
Lava LizardsRode reptielachtige monsters die dienen als de soldaten van Moltor.
FluriousBroer van Moltor. Hij werd vroeger eveneens veranderd in een monster door de Corona Aurora, en opgesloten op een ijsplaneet. Net als Moltor wordt hij bevrijd wanneer de kroon wordt gevonden, en komt naar de Aarde om de kroon te halen. Zijn schuilplaats is onder een gletsjer.
ChillersDe soldaten van Flurious.
Norgeen Yeti die Flurious helpt bij zijn plannen.
KamdorEen gepantserde ninja die gevangen zat in een juweel. Hij kan monsters vergroten met behulp van soetra’s. Over hem en zijn helpers is nog niet veel bekend behalve dat ze ook achter de Corona Aurora aanzitten.
Mira/MiratrixEen vrouwelijke ninja die Kamdor dient. Ze draagt het juweel waar hij in zat altijd bij zich.
The FearcatsBuitenaardse monsters. Aanvankelijk leken ze op katachtige wezens, later werden ze veranderd in cyborgs.
MigEen van de twee laatstee Fearcats die probeerde zijn mede Fearcats te bevrijden uit een spiegel waarin ze opgesloten waren. Werd door Flurious veranderd in een cyborg.
BengloDe enige fearcat die uit de spiegel werd bevrijd. Ook hij werd in een cyborg veranderd door Flurious.

## Zords
In Power Rangers: Operation Overdrive zijn de Zords van de rangers gebaseerd op bestaande voertuigen.

### Individuele Zords
Primaire zords
- Dump Driver
- Speed Driver
- Gyro Driver
- Dozer Driver
- Sub Driver

Auxillary Zords
- Drill Driver
- Shovel Driver
- Cement Driver
- Crane Driver
- Sonic Streaker

Rescue Runners
- Fire Truck Zord
- Rescue Runner 1
- Rescue Runner 2

BattleFleet Megazord Componenten
- Red, controlled by Mack as the Red Ranger.
- Black, controlled by Will as the Black Ranger.
- Blue, controlled by Dax as the Blue Ranger.
- Yellow, controlled by Ronny as the Yellow Ranger.
- Pink, controlled by Rose as the Pink Ranger.

### Megazord combinaties
- DriveMax Megazord. De primaire megazord van de rangers. Hij kan veranderen in een truckachtig voertuig genaamd de Mega Truck, en kan via de auxiliary Zords andere wapens en vaardigheden krijgen. Behalve dat de DriveMax Megazord andere wapens kan krijgen, kan hij ook worden geüpgraded tot twee extra sterke vormen:
  - Super DriveMax Megazord: waarin de DriveMax Megazord combineert met alle Auxillary Zords behalve de Sonic Streaker.
  - DriveMax Ultrazord: de combinatie van alle Primaire Zords en Auxillary Zords.

- Flash Point Megazord: De persoonlijke megazord van de Mercury Ranger. Vormt uit de drie Rescue Runners.

- BattleFleet Megazord: de laatste vijf zords kunnen combineren tot deze megazord, of tot een amfibieschip.

- DualDrive Megazord: gevormd uit de vijf Auxillary Zords.

## Voorwerpen
Dit zijn enkele voorwerpen met grote krachten die de Rangers hebben gevonden. Ze zijn zoals de Precious in GoGo Sentai Boukenger.
- Corona Aurora: de Corona Aurora is een kroon van mystieke afkomst. Wordt ook wel de Kroon der goden genoemd. De kroon had oorspronkelijk ook vijf juwelen, die nu over de Aarde zijn verspreid. Als alle juwelen op de kroon zitten, zal die de drager onbegrensde macht geven.
- Neptune's Cocoon: een cocon gevonden in een altaar in een Atlantiaanse tempel op de zeebodem. In de cocon bleek een van de Neptune Scrolls te zitten.
- Scrolls of Neptune: de eerste van deze boekrollen werd gevonden in de Neptune Cocoon. De andere twee lagen in een museum waar Miratrix ze stal. Gelukkig konden de rangers de twee rollen terug pakken. Wanneer de drie boekrollen samen worden gebracht, vormen ze het Sword of Neptune.
- Sword of Neptune: een zwaard gevormd indien de drie Neptune Scrolls bij elkaar komen. Het zwaard toonde op een landkaart het eiland Saint Lucia.
- Eye of the Sea: een juweel gevonden op het eiland Saint Lucia. Leek het eerste juweel van de Corona Aurora te zijn, maar dat was het niet.
- Dragon Scale: een schub van de draak Fire Heart uit Power Rangers: Mystic Force. Andrew kreeg deze van Toby Slambrook (de eigenaar van Rock Porium in Briarwood). De schub wordt gebruikt om het Defender vest van energie te voorzien.
- Hou-ou Bird: een gouden standbeeld van een Japanse feniks gevonden in Istanbul. Door het beeld in de zon te plaatsen kwam het tot leven, en leidde Miratrix naar de volgende aanwijzing naar wat vermoedelijk de Tohru Diamond is.
- Ancient Parchment: voordat de Hou-ou Bird verdween liet hij een perkament achter waarop mogelijk de locatie van het volgende juweel van de Corona staat aangegeven.
- Yanomami Statue: Een bronskleurig beeld gevonden in Brazilië. Het beeld was blijkbaar blootgesteld aan een juweel van de Corona Aurora, en stelde een man voor die een hamer en een kanon vasthield.
- Cannon of Ki Amuk: een legendarisch kanon gevonden door de Fearcats.
- Mjolnir: de legendarische hamer van de Noorse dondergod Thor.
- Piedra Aztec del Compás: de combinatie van het Cannon of Ki Amuk en Mjolnir kon de steen waar dit oude kompas in zat breken. Het kompas leidde de Rangers naar het derde juweel.
- Super Armor: Moltor gaf de Fearcats een kaart naar de locatie van dit harnas. De Fearcats gebruikten het harnas op een van hun robots.
- Excelsior: een oud zwaard dit toebehoorde aan de oorlogsgodin. Dit was het enige wapen dat de Sentinal Knight zou kunnen doden. De Rangers vonden het zwaard, waarna de Sentinal Knight ermee fuseerde en zo zijn lichaam terugkreeg.
- Centurian Torch: een toorts waarmee de Fearcats de wereld wilden platbranden. *Golden Scarab Beetle: werd gevonden in de torch.
- Tablet: werd door de Rangers gevonden in Egypte.
- Octavian Chalice: een voorwerp dat de energie van de andere voorwerpen kan combineren. De Fearcats gebruikten de Octavian om hun laatste en sterkste robot te maken. Tevens gebruikte Miratrix de Octavian Chalice om te veranderen in een sterk vogelmonster.
- Sands of Sila, Minerva's Staff, en de Root of Heisker: drie oude voorwerpen gevonden door Flurious, Moltor, Kamdor, en Miratrix, maar vervolgens van hen gestolen door de Fearcats. Samen met de Octavian vormden deze voorwerpen de Fearcats laatste robot: de legendarische Agrios.
- Golden Plate: Nadat Miratrix in haar monstervorm was verslagen, veranderde de Octavian Chalice in een gouden plaat die de rangers kon leiden naar het laatste juweel. De plaat bracht hen naar Egypte, waar ze de sarcofaag met het laatste juweel vonden.
- Tri-Dragon Key: de sleutel waarmee de sarcofaag met het laatste juweel kon worden geopend. Werd gevonden in Japan.
- Golden Coin: deze munt was alles wat de Rangers vonden in de sarcofaag. Andrew ontdekte dat de munt hoorde bij een andere sarcofaag die hij jaren terug had gekregen. De kracht van de munt bracht de mummie in deze sarcofaag tot leven.

### Corona juwelen
De Corona juwelen waren eerst allemaal hetzelfde, maar in de loop der jaren zijn sommigen van kleur en vorm veranderd zodat ze moeilijk te vinden zijn. Ze nemen hun oude vorm weer aan als ze op de Corona Aurora worden gezet. Bij de omschrijvingen hieronder staan de originele kleuren van de juwelen.
- Brownbeard's Lucky Pearl: een parel die de Rangers kregen van de piraat Brownbeard in ruil voor de Eye of the Sea. Dit was wel het eerste juweel van de Corona Aurora. De originele kleur van het juweel is zwart.
- Toru Diamond: dit juweel werd gevonden in een vulkaan door Tyzonne. De originele kleur van dit juweel is geel.
- Blue Sapphire: dit juweel werd gevonden met behulp van een oud kompas. Het juweel werd echter door Miratrix en Kamdor gestolen van de Rangers. Nadat beide ninja's waren verslagen kwam het juweel in handen van Flurious. De originele kleur van dit juweel is blauw.
- Star of Isis: werd gevonden in een de Florida Everglades. Dit juweel werd bijna door Kamdor en Miratrix meegenomen, maar werd op het laatst teruggestolen door Ronny. De originele kleur van dit juweel is rood
- Pink Emerald: de laatste van de juwelen. Werd gegeven aan de rangers door de mummie die ze in de sarcofaag vonden. De originele kleur is van dit juweel is roze.

## Jubileumaflevering
Net als Power Rangers: Wild Force bevat Operation Overdrive een speciale jubileumaflevering, ditmaal voor het 15-jarig jubileum. Het betreft een dubbele aflevering met de naam "Once a Ranger". In deze aflevering duikt een vijand op genaamd Thrax, die de zoon van Lord Zedd en Rita Repulsa blijkt te zijn. In de strijd tegen hem krijgen de Overdrive Rangers hulp van vijf oude rangers. Namelijk Adam Park (de tweede zwarte Mighty Morphin ranger), Bridge Carson (de rode S.P.D. Ranger), Tori Hanson (de blauwe Ninja Storm Ranger), Kira Ford (de gele Dino Thunder Ranger) en Xander Bly (de groene Mystic Force Ranger).

## De naam
Over de uiteindelijk naam van de serie bestond in de aanloop naar het seizoen nog een hoop onduidelijkheid. Aanvankelijk was "Power Rangers Drive Force" de werktitel. Ook "Power Rangers Relic Hunters" werd lange tijd als mogelijke naam beschouwd.

## Trivia
- De Templer Knight wordt gespeeld door Nic Sampson (De Gele MF Ranger)
- Dit is het tweede seizoen dat de rangers ware identiteiten bekend worden bij iedereen voor de laatste aflevering van dat seizoen en niet zoals bij PRLR (seizoen 8) meteen in aflevering 1, maar in aflevering 15. (Ze zijn dan te gast bij een televisie-talkshow)
- De Templer Knight is, hoewel hij in een paar details ervan verschilt, duidelijk gebaseerd op het Boukenger personage Zubaan.
- Dit is de 15de seizoen van Power Rangers.
- Dit is het eerste seizoen met een rapper die als ranger speelt.
- Dit is het eerste seizoen dat de teamleider geen ranger is, Andrew Hartford is de leider, dat werd duidelijk in aflevering 15. (Toen stuurde hij zijn team naar die televisieshow)
- Rhoda Motemayor (Rose) En Samuell Benta zijn de eerste twee britten die als rangers spelen.
- Voor de Teamup zijn vijf oude rangers teruggebracht waaronder Xander, Tori, Kira, Bridge en Adam. die naast Tommy ook wordt gezien als een van de beste rangers.
- Bridge speelt de Spd red ranger omdat in de laatste episode van SPD je te zien krijgt dat Bridge de SPD Blue Ranger is, maar in Once A Ranger hoor je dat hij de SPD Red Ranger is geworden, doordat Sky commander is geworden nadat Doggie Cruger de grote baas is geworden van de SPD.
- Rhoda Matemayor speelde in een videoclip van 2005 van Bon Garcon, die trouwens een Nederlandse dj is.